# Abductor hallucis
Abductor hallucis är en muskel i foten som ligger medialt. Ursprunget kommer från skrovligheten från calcaneus och dess fäste från den mediala basen av stortån. Dess funktion är att abducera stortån. En nerv som löper förbi denna muskel är den mediala plantarnerven. Muskelns antagonist är adductor hallucis.